# Премія «Срібна стрічка» за найкращу жіночу роль
Премія «Срібна стрічка» за найкращу жіночу роль (італ. Migliore attrice protagonista) — щорічна кінопремія, яку присуджує з 1946 року Італійська національна асоціація кіножурналістів (італ. Sindacato Nazionale dei Giornalisti Cinematografici Italiani).

## Лауреати
| Рік  | Акторка               | Фільм                                      | Оригінальна назва                         |
| ---- | --------------------- | ------------------------------------------ | ----------------------------------------- |
| 1946 | Клара Каламаї         | Заміжня                                    | L'adultera                                |
| 1947 | Аліда Валлі           | Євгенія Гранде                             | Eugenia Grandet                           |
| 1948 | Анна Маньяні          | Депутатка Анджеліна                        | L'onorevole Angelina                      |
| 1949 | Анна Маньяні          | Кохання                                    | L'amore                                   |
| 1950 | не присуджена         | не присуджена                              | не присуджена                             |
| 1951 | П'єр Анджелі          | Завтра буде надто пізно                    | Domani è troppo tardi                     |
| 1952 | Анна Маньяні          | Найкрасивіша                               | Bellissima                                |
| 1953 | Інгрід Бергман        | Європа '51                                 | Europa 51                                 |
| 1954 | Джина Лоллобриджида   | Хліб, любов і фантазія                     | Pane, amore e fantasia                    |
| 1955 | Сільвана Мангано      | Золото Неаполя                             | L'oro di Napoli                           |
| 1956 | не присуджена         | не присуджена                              | не присуджена                             |
| 1957 | Анна Маньяні          | Сестра Летиція                             | Suor Letizia — Il più grande amore        |
| 1958 | Джульєтта Мазіна      | Ночі Кабірії                               | Le notti di Cabiria                       |
| 1959 | не присуджена         | не присуджена                              | не присуджена                             |
| 1960 | Елеонора Россі Драго  | Жорстоке літо                              | Estate violenta                           |
| 1961 | Софі Лорен            | Чочара                                     | La ciociara                               |
| 1962 | не присуджена         | не присуджена                              | не присуджена                             |
| 1963 | Джина Лоллобриджида   | Імперська Венера                           | Venere imperiale                          |
| 1964 | Сільвана Мангано      | Веронський процес                          | Il processo di Verona                     |
| 1965 | Клаудія Кардінале     | Наречена Бубе                              | La ragazza di Bube                        |
| 1966 | Джованна Раллі        | Утеча                                      | La fuga                                   |
| 1967 | Ліза Гастоні          | Прокинься і убий                           | Svegliati e uccidi                        |
| 1968 | не присуджена         | не присуджена                              | не присуджена                             |
| 1969 | Моніка Вітті          | Дівчина з пістолетом                       | La ragazza con la pistola                 |
| 1970 | Паола Пітагора        | Нічого не знаючи про неї                   | Senza sapere niente di lei                |
| 1971 | Оттавія Пікколо       | Метелло                                    | Metello                                   |
| 1972 | Маріанджела Мелато    | Робітничий клас іде в рай                  | La classe operaia va in paradiso          |
| 1973 | Маріанджела Мелато    | Мімі-металіст, уражений у своїй честі      | Mimì metallurgico ferito nell'onore       |
| 1974 | Лаура Антонеллі       | Підступність                               | Malizia                                   |
| 1975 | Ліза Гастоні          | Гірка любов                                | Amore amaro                               |
| 1976 | Моніка Вітті          | Качка під апельсиновим соусом              | L'anatra all'arancia                      |
| 1977 | Маріанджела Мелато    | Дорогий Мікеле                             | Caro Michele                              |
| 1978 | Софі Лорен            | Незвичайний день                           | Una giornata particolare                  |
| 1979 | Маріанджела Мелато    | Забути Венецію                             | Dimenticare Venezia                       |
| 1980 | Іда Ді Бенедетто      | Іммаколата і Кончетта, історія ревнощів    | Immacolata e Concetta, l'altra gelosia    |
| 1981 | Маріанджела Мелато    | Допоможи мені мріяти                       | Aiutami a sognare                         |
| 1982 | Елеонора Джорджі      | Тальк                                      | Borotalco                                 |
| 1983 | Джульяна Де Сіо       | Я, К'яра і Похмурий                        | Io, Chiara e lo scuro                     |
| 1984 | Ліна Састрі           | Мене послав Пиконе                         | Mi manda Picone                           |
| 1985 | Клаудія Кардінале     | Кларетта                                   | Claretta                                  |
| 1986 | Джульєтта Мазіна      | Джинджер і Фред                            | Ginger e Fred                             |
| 1987 | Валерія Голіно        | Історія кохання                            | Storia d'amore                            |
| 1988 | Орнелла Муті          | Я і моя сестра                             | Io e mia sorella                          |
| 1989 | Орнелла Муті          | Особистий код                              | Codice privato                            |
| 1990 | Вірна Лізі            | Веселе Різдво... Хороший рік               | Buon Natale… buon anno                    |
| 1991 | Маргеріта Бай         | Станція                                    | La stazione                               |
| 1992 | Франческа Нері        | Я думав, що це кохання, але це була пастка | Pensavo fosse amore invece era un calesse |
| 1993 | Антонелла Понціані    | На південь                                 | Verso sud                                 |
| 1994 | К'яра Казеллі         | Ти де? Я тут                               | Dove siete? Io sono qui                   |
| 1995 | Сабріна Феріллі       | Прекрасне життя                            | La bella vita                             |
| 1996 | Анна Бонаюто          | Кохання стомлює                            | L'amore molesto                           |
| 1997 | Яя Форте              | Зворотний бік Місяця                       | Luna e l'altra                            |
| 1997 | Вірна Лізі            | Там, куди веде серце                       | Va’ dove ti porta il cuore                |
| 1998 | Франческа Нері        | Жива плоть                                 | Carne trémula                             |
| 1999 | Джованна Медзоджорно  | Втрачене кохання                           | Del perduto amore                         |
| 2000 | Лічія Мальєтта        | Хліб і тюльпани                            | Pane e tulipani                           |
| 2001 | Маргеріта Бай         | Феєрія нерозуміння                         | Le fate ignoranti                         |
| 2002 | Валерія Голіно        | Дихання                                    | Respiro                                   |
| 2003 | Джованна Медзоджорно  | Вікно навпроти                             | La finestra di fronte                     |
| 2003 | Джованна Медзоджорно  | Люті дні                                   | Ilaria Alpi — Il più crudele dei giorni   |
| 2004 | Жасмін Трінка         | Найкращі роки молодості                    | La meglio gioventù                        |
| 2004 | Адріана Асті          | Найкращі роки молодості                    | La meglio gioventù                        |
| 2004 | Соня Бергамаско       | Найкращі роки молодості                    | La meglio gioventù                        |
| 2004 | Майя Санса            | Найкращі роки молодості                    | La meglio gioventù                        |
| 2005 | Лаура Моранте         | Любов вічна, поки вона сильна              | L'amore è eterno finché dura              |
| 2006 | Катя Річчіареллі      | Друга шлюбна ніч                           | La seconda notte di nozze                 |
| 2007 | Маргеріта Бай         | Кайман                                     | Il caimano'                               |
| 2007 | Маргеріта Бай         | Сатурн проти                               | Saturno contro                            |
| 2008 | Маргеріта Бай         | Дні і хмари                                | Giorni e nuvole                           |
| 2009 | Джованна Медзоджорно  | Перемагати                                 | Vincere                                   |
| 2010 | Мікаела Рамадзотті    | Перше прекрасне                            | La prima cosa bella                       |
| 2010 | Стефанія Сандреллі    | Перше прекрасне                            | La prima cosa bella                       |
| 2011 | Альба Рорвахер        | Самотність простих чисел                   | La solitudine dei numeri primi            |
| 2012 | Мікаела Рамадзотті    | Стоячи в раю                               | Posti in piedi in paradiso                |
| 2012 | Мікаела Рамадзотті    | Велике дівоче серце                        | Il cuore grande delle ragazze             |
| 2013 | Жасмін Трінка         | Одного прекрасного дня                     | Un giorno devi andare                     |
| 2013 | Жасмін Трінка         | Мила                                       | Miele                                     |
| 2014 | Кася Смутняк          | Пристебніть ремені                         | Allacciate le cinture                     |
| 2015 | Маргеріта Бай         | Моя мати                                   | Mia Madre                                 |
| 2016 | Валерія Бруні-Тедескі | Як навіжені                                | La pazza gioia                            |
| 2016 | Мікаела Рамадзотті    | Як навіжені                                | La pazza gioia                            |
| 2017 | Ізабелла Рагонезе     | Батько Італії, сонце, серце, любов         | Il padre d'Italia, Sole, cuore, amore     |
| 2018 | Єлена Софія Річчі     | Сільвіо та інші                            | Loro 1 / Loro 2                           |

## Статистика нагород
| Кількість | Акторка              | Роки                         |
| --------- | -------------------- | ---------------------------- |
| 5         | Маргеріта Бай        | 1991, 2001, 2007, 2008, 2015 |
| 5         | Маріанджела Мелато   | 1972, 1973, 1977, 1979, 1981 |
| 4         | Анна Маньяні         | 1948, 1949, 1952, 1957       |
| 3         | Джованна Медзоджорно | 1999, 2003, 2009             |
| 2         | Ліза Гастоні         | 1967, 1975                   |
| 2         | Валерія Голіно       | 1987, 2002                   |
| 2         | Вірна Лізі           | 1990, 1997                   |
| 2         | Джина Лоллобриджида  | 1953, 1963                   |
| 2         | Софі Лорен           | 1961, 1978                   |
| 2         | Сільвана Мангано     | 1955, 1964                   |
| 2         | Джульєтта Мазіна     | 1958, 1986                   |
| 2         | Орнелла Муті         | 1988, 1989                   |
| 2         | Франческа Нері       | 1992, 1998                   |
| 2         | Мікаела Рамадзотті   | 2010, 2012                   |
| 2         | Жасмін Трінка        | 2004, 2013                   |
| 2         | Моніка Вітті         | 1969, 1976                   |